# Penagos
Penagos, també Vall de Penagos, és un municipi de la Comunitat Autònoma de Cantàbria situat vora del riu Pisueña, a la comarca de Santander. Limita al nord amb Villaescusa, a l'est amb Liérganes i al sud i oest amb Santa María de Cayón.

## Localitats
- Arenal.
- Cabárceno.
- Llanos.
- Penagos (Capital).
- Sobarzo.

## Demografia
| 1900  | 1910  | 1920  | 1930  | 1940  | 1950  | 1960  | 1970  | 1980  | 1990  | 2000  | 2007  |
| ----- | ----- | ----- | ----- | ----- | ----- | ----- | ----- | ----- | ----- | ----- | ----- |
| 1.746 | 1.974 | 2.565 | 2.650 | 2.563 | 2.352 | 2.191 | 2.059 | 1.953 | 1.819 | 1.633 | 1.719 |

Font: INE

## Administració
| Eleccions municipals, 25 de maig de 2003 |      |        |          |
| Partit                                   | Vots | %      | Regidors |
| AEUP                                     | 686  | 53,76% | 5        |
| PP                                       | 426  | 33,39% | 3        |
| PRC                                      | 149  | 11,68% | 1        |

| Eleccions municipals, 27 de maig de 2007 |      |        |          |
| Partit                                   | Vots | %      | Regidors |
| AEUP                                     | 753  | 59,48% | 6        |
| PP                                       | 353  | 27,88% | 2        |
| PRC                                      | 119  | 9,40%  | 1        |